# Quattro Giorni di Dunkerque 1960
La Quattro Giorni di Dunkerque 1960, sesta edizione della corsa, si svolse dal 13 al 16 maggio su un percorso di 813 km ripartiti in 4 tappe (la terza suddivisa in due semitappe), con partenza e arrivo a Dunkerque. Fu vinta dal belga Jef Planckaert della Wiel's-Flandria davanti ai francesi Jean Stablinski e Pierre Everaert.

## Tappe
| Tappa  | Data      | Percorso                                  | km  | Vincitore di tappa | Leader cl. generale |
| ------ | --------- | ----------------------------------------- | --- | ------------------ | ------------------- |
| 1ª     | 13 maggio | Dunkerque > Dunkerque                     | 233 | Jean Stablinski    | Jean Stablinski     |
| 2ª     | 14 maggio | Dunkerque > Dunkerque                     | 200 | Tino Sabbadini     | Frans Schoubben     |
| 3ª-1ª  | 15 maggio | Dunkerque > Dunkerque                     | 117 | Julien Schepens    | Frans Schoubben     |
| 3ª-2ª  | 15 maggio | Dunkerque > Dunkerque (cron. individuale) | 30  | Roger Rivière      | Jef Planckaert      |
| 4ª     | 16 maggio | Dunkerque > Dunkerque                     | 233 | Guido Carlesi      | Jef Planckaert      |
| Totale | Totale    | Totale                                    | 813 |                    |                     |

## Dettagli delle tappe

### 1ª tappa
- 13 maggio: Dunkerque > Dunkerque – 233 km

| Pos. | Corridore       | Squadra | Tempo    |
| ---- | --------------- | ------- | -------- |
| 1    | Jean Stablinski | Helyett | 5h59'45" |
| 2    | Pierre Everaert | Rapha   | s.t.     |
| 3    | Jef Planckaert  | Wiel's  | s.t.     |

| Pos. | Corridore       | Squadra | Tempo |
| ---- | --------------- | ------- | ----- |
| 1    | Jean Stablinski | Helyett |       |

### 2ª tappa
- 14 maggio: Dunkerque > Dunkerque – 200 km

| Pos. | Corridore       | Squadra  | Tempo    |
| ---- | --------------- | -------- | -------- |
| 1    | Tino Sabbadini  | Mercier  | 5h17'33" |
| 2    | Marcel Ongenae  | Dr. Mann | s.t.     |
| 3    | Marcel Janssens | Dr. Mann | s.t.     |

| Pos. | Corridore       | Squadra | Tempo |
| ---- | --------------- | ------- | ----- |
| 1    | Frans Schoubben | Peugeot |       |

### 3ª tappa - 1ª semitappa
- 15 maggio: Dunkerque > Dunkerque – 117 km

| Pos. | Corridore       | Squadra | Tempo    |
| ---- | --------------- | ------- | -------- |
| 1    | Julien Schepens | Wiel's  | 2h38'28" |
| 2    | Jozef Schils    | Mercier | s.t.     |
| 3    | Pierre Everaert | Rapha   | s.t.     |

| Pos. | Corridore       | Squadra | Tempo |
| ---- | --------------- | ------- | ----- |
| 1    | Frans Schoubben | Peugeot |       |

### 3ª tappa - 2ª semitappa
- 15 maggio: Dunkerque > Dunkerque (cron. individuale) – 30 km

| Pos. | Corridore          | Squadra       | Tempo  |
| ---- | ------------------ | ------------- | ------ |
| 1    | Roger Rivière      | Saint-Raphaël | 41'23" |
| 2    | Jef Planckaert     | Wiel's        | a 19"  |
| 3    | Luis Otaño Arcelus | Saint-Raphaël | a 21"  |

| Pos. | Corridore      | Squadra | Tempo |
| ---- | -------------- | ------- | ----- |
| 1    | Jef Planckaert | Wiel's  |       |

### 4ª tappa
- 16 maggio: Dunkerque > Dunkerque – 233 km

| Pos. | Corridore        | Squadra | Tempo    |
| ---- | ---------------- | ------- | -------- |
| 1    | Guido Carlesi    | Philco  | 5h56'20" |
| 2    | Jozef Schils     | Mercier | s.t.     |
| 3    | Frans Aerenhouts | Mercier | s.t.     |

| Pos. | Corridore       | Squadra | Tempo     |
| ---- | --------------- | ------- | --------- |
| 1    | Jef Planckaert  | Wiel's  | 20h34'30" |
| 2    | Jean Stablinski | Helyett | a 51"     |
| 3    | Pierre Everaert | Rapha   | a 1'00"   |

## Classifiche finali

### Classifica generale
| Pos. | Corridore        | Squadra                   | Tempo     |
| ---- | ---------------- | ------------------------- | --------- |
| 1    | Jef Planckaert   | Wiel's-Flandria           | 20h34'30" |
| 2    | Jean Stablinski  | Helyett-Leroux-Hutchinson | a 51"     |
| 3    | Pierre Everaert  | Rapha-Gitane-Dunlop       | a 1'00"   |
| 4    | Seamus Elliott   | Helyett-Leroux-Hutchinson | a 1'27"   |
| 5    | Joseph Morvan    | Saint-Raphaël             | a 1'35"   |
| 6    | Pierre Beuffeuil | Mercier-BP-Hutchinson     | a 1'53"   |
| 7    | Julien Schepens  | Wiel's-Flandria           | a 4'14"   |
| 8    | Pierre Ruby      | Peugeot-BP-Dunlop         | a 4'20"   |
| 9    | Stan Goossens    | Peugeot-BP-Dunlop         | a 4'25"   |
| 10   | Jan Adriaensens  | Philco                    | a 5'22"   |